# Nudaurelia eblis
Nudaurelia eblis is een vlinder uit de familie nachtpauwogen (Saturniidae), onderfamilie Saturniinae.
De wetenschappelijke naam van de soort is, als Bunaea eblis, voor het eerst geldig gepubliceerd door Herman Strecker in 1878.

## Andere combinaties
- Bunaea eblis Strecker, 1878
  - Imbrasia eblis (Strecker, 1878)